# Magdeburger SC 1900
Magdeburger SC 1900 was een Duitse voetbalclub uit de stad Maagdenburg.

## Geschiedenis
De club werd in 1900 opgericht. Vanaf 1902 speelde de club in de hoogste klasse van de Maagdenburgse voetbalbond, die vanaf 1905 opgeslorpt werd door de Midden-Duitse voetbalbond. Vanaf dat speelde de club in de competitie van Midden-Elbe, die gedomineerd werd door stadsrivalen Viktoria 1896, Cricket-Viktoria en later door Fortuna. In 1915 eindigde de club samen met Viktoria 96 op de eerste plaats en speelde een finale om de titel, die de club verloor. 
Na de Eerste Wereldoorlog werd de competitie hervormd, de Kreisliga Elbe werd ingevoerd als nieuwe hoogste klasse, die vier competities verenigde. Magdeburger SC werd de eerste kampioen van deze competitie en plaatst zich voor de Midden-Duitse eindronde. Deze vond plaats in groepsfase met zes clubs en Magdeburg werd gedeeld vierde met Konkordia Plauen. Hierna slaagde de club er niet meer in de titel te veroveren. Na 1923 werd de Kreisliga Elbe ontbonden en werd de Midden-Elbecompetitie heringevoerd. De club speelde geen enkele rol van betekenis meer.
In 1933 werd de competitie geherstructureerd. De Midden-Duitse bond werd ontbonden en de vele competities werden vervangen door de Gauliga Mitte en Gauliga Sachsen. Uit Midden-Elbe plaatsten drie clubs zich voor de Gauliga. De club eindigde pas achtste op tien clubs en plaatste zich zelfs niet voor de Bezirksklasse Magdeburg-Anhalt en moest noodgedwongen naar de 1. Kreisklasse. De club werd meteen kampioen en kon via de eindronde promotie afdwingen. De club werd laatste en degradeerde meteen terug naar de Kreisklasse. In 1937 werd de club opnieuw kampioen, maar kon via de eindronde geen promotie afdwingen. Pas in 1942 slaagde de club erin om terug te promoveren. De club streed samen met Preußen Burg, MSC Preußen 99 en Cricket-Viktoria voor de titel. De volledige stand is niet meer bekend, maar bij de laatst bekende stand stonden de vier teams gelijk, er is enkel geweten dat Burg de titel won. Na dit seizoen werd de 1. Klasse ontbonden en vond er enkel competitie plaats in de 2. Klasse, die nu de tweede klasse vormde omdat deze regionaal verder onderverdeeld was, hier zijn geen standen meer van bekend. 
Na het einde van de Tweede Wereldoorlog werden alle Duitse voetbalclubs opgeheven, de club werd niet meer heropgericht en verdween.

## Erelijst
- Kampioen Elbe

1920